# Krimi plus
Krimi plus jsou publicistický pořad televize Prima, vysílaný v letech 2011–2013.

## O pořadu
Krimi plus byly vysílány každý den od 19.40 na TV Prima, navazovaly tedy na Krimi zprávy a některá jejich témata rozebíraly s experty podrobněji. Na rozdíl od Krimi zpráv byly vysílány ze zpravodajského studia. V létě 2013 byly Krimi plus nahrazeny Zprávami z Vily, doplňkové relaci ke 4. řadě reality show VyVolení, a následně Diváckými zprávami.
Moderátory pořadu byli Patrik Kaizr, Barbora Kozáková a Roman Pech.